# Tityre masqué
Tityra semifasciata
Espèce
Répartition géographique
Statut de conservation UICN

 LC  : Préoccupation mineure
Le Tityre masqué (Tityra semifasciata) est une espèce de passereaux de la famille des Tityridae.

## Description

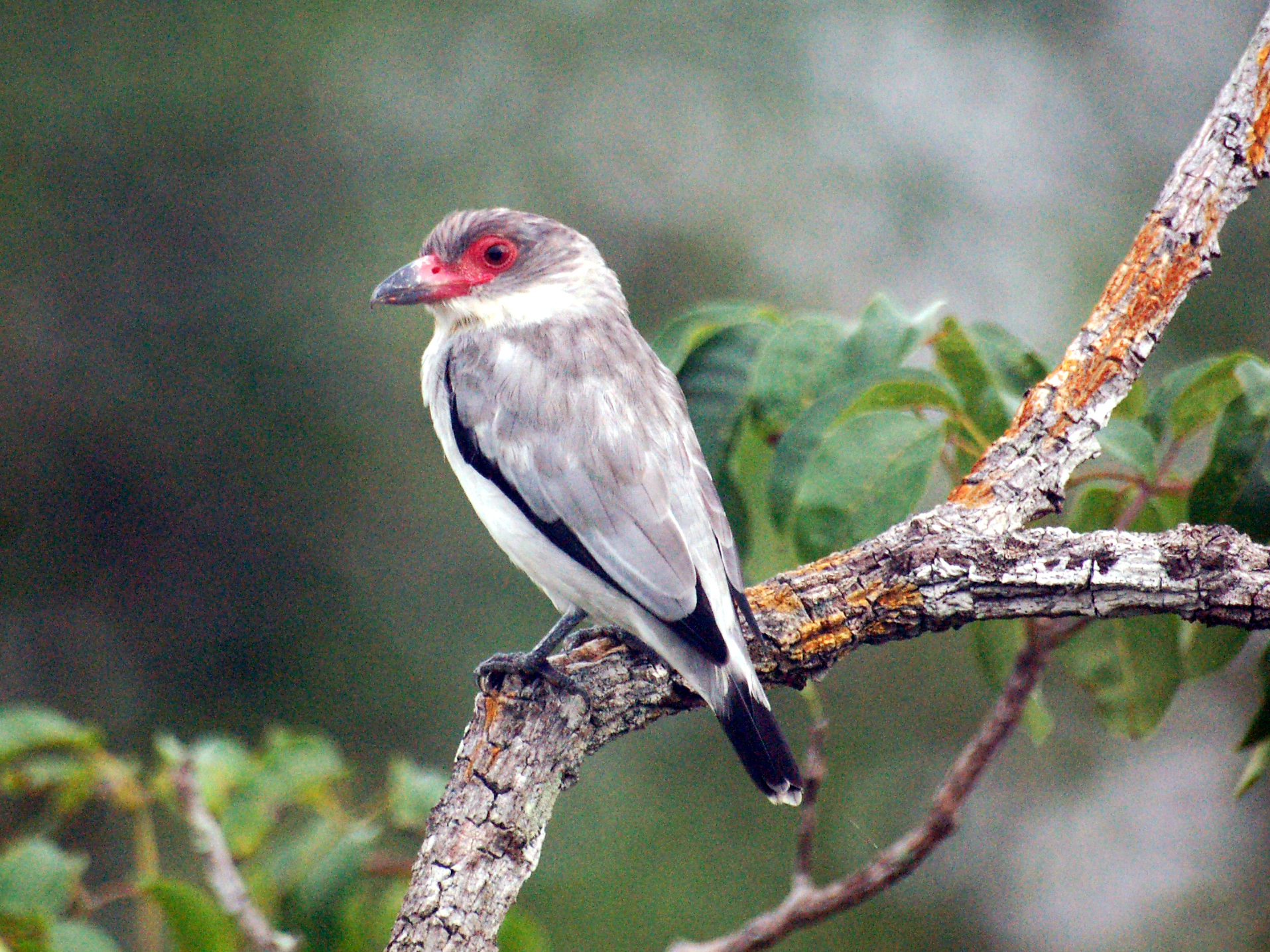
Une femelle.

Le mâle a les lores et le tour des yeux dénudés. Les côtés de la tête et le menton sont noirs, le reste de la tête va du blanc au blanc grisâtre. Le dos, les scapulaires, la petite et moyenne couverture, la croupe et le dessus de la queue sont gris bleuâtre clair. La base des plumes cachées dans le haut du dos est blanche tandis que le reste et la moitié de la queue sont noirs. le dessous des ailes est blanc à gris bleuâtre clair.
La femelle a la couronne, la nuque et les côtés de la tête brun grisâtre à brun foncé. Le dos, les scapulaires et la croupe sont brun gris foncé. La base des plumes cachées au centre du dos est blanche à blanche grisâtre. Le bas de la croupe et le bout de la queue est gris. Les ailes sont de la même couleur que chez le mâle mais en plus diluée. La queue est identique à celle du mâle mais le noir est plus étendu. La gorge est blanche et le reste du dessous est blanc grisâtre à grisâtre.
Les jeunes sont comme la femelle mais en plus pâle, avec plus de brun grisâtre dessus.

## Répartition
Le tityre masqué se rencontre au Belize, dans la moitié nord de la Bolivie, du Brésil et de la Colombie, au Costa Rica, sur la côte est de l'Équateur, au nord-est de la Guyane, au nord et au sud du Guatemala, au nord et à l'est du Honduras, au Mexique (péninsule du Yucatán, côte du Golfe du Mexique et côte Pacifique), au Nicaragua (à l'exception du nord-est), au Panama, à l'est du Paraguay, dans la moitié nord du Pérou et nord-ouest du Venezuela.

## Habitat
Le tityre masqué fréquente le couvert forestier dans les basses terres et les collines bordant les montagnes. On le trouve également dans les clairières le long d'un cours d'eau.

## Nidification
Cet oiseau fait son nid dans des trous de pics.

## Alimentation
Il se nourrit d'insectes et de drups d'arbres.

## Liste des sous-espèces
Selon la classification de référence du Congrès ornithologique international (version 15.1, 2025) :
- Tityra semifasciata hannumi van Rossem & Hachisuka, 1937
- Tityra semifasciata griseiceps Ridgway, 1888
- Tityra semifasciata deses Bangs, 1915
- Tityra semifasciata personata Jardine & Selby, 1827
- Tityra semifasciata costaricensis Ridgway, 1906
- Tityra semifasciata columbiana Ridgway, 1906
- Tityra semifasciata nigriceps Allen, JA, 1888
- Tityra semifasciata semifasciata (von Spix, 1825)
- Tityra semifasciata fortis von Berlepsch & Stolzmann, 1896